# ملعب باور هورس
ملعب باور هورس هو ملعب متعدد الأغراض في يقع في مدينة المرية، إسبانيا. يتم استخدامه لمباريات كرة القدم وألعاب القوى ويشغل حاليا الملعب الأساسي لنادي ألمرية. واستضاف دورة ألعاب البحر المتوسط عام 2005. الملعب يتسع لـ 22،000 وبني في عام 2004.

## معرض صور

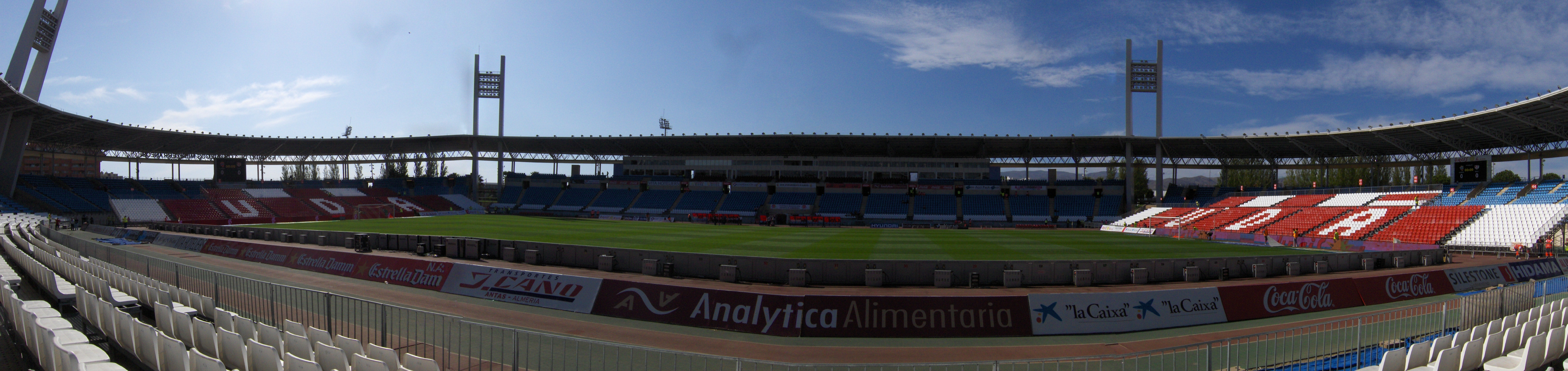
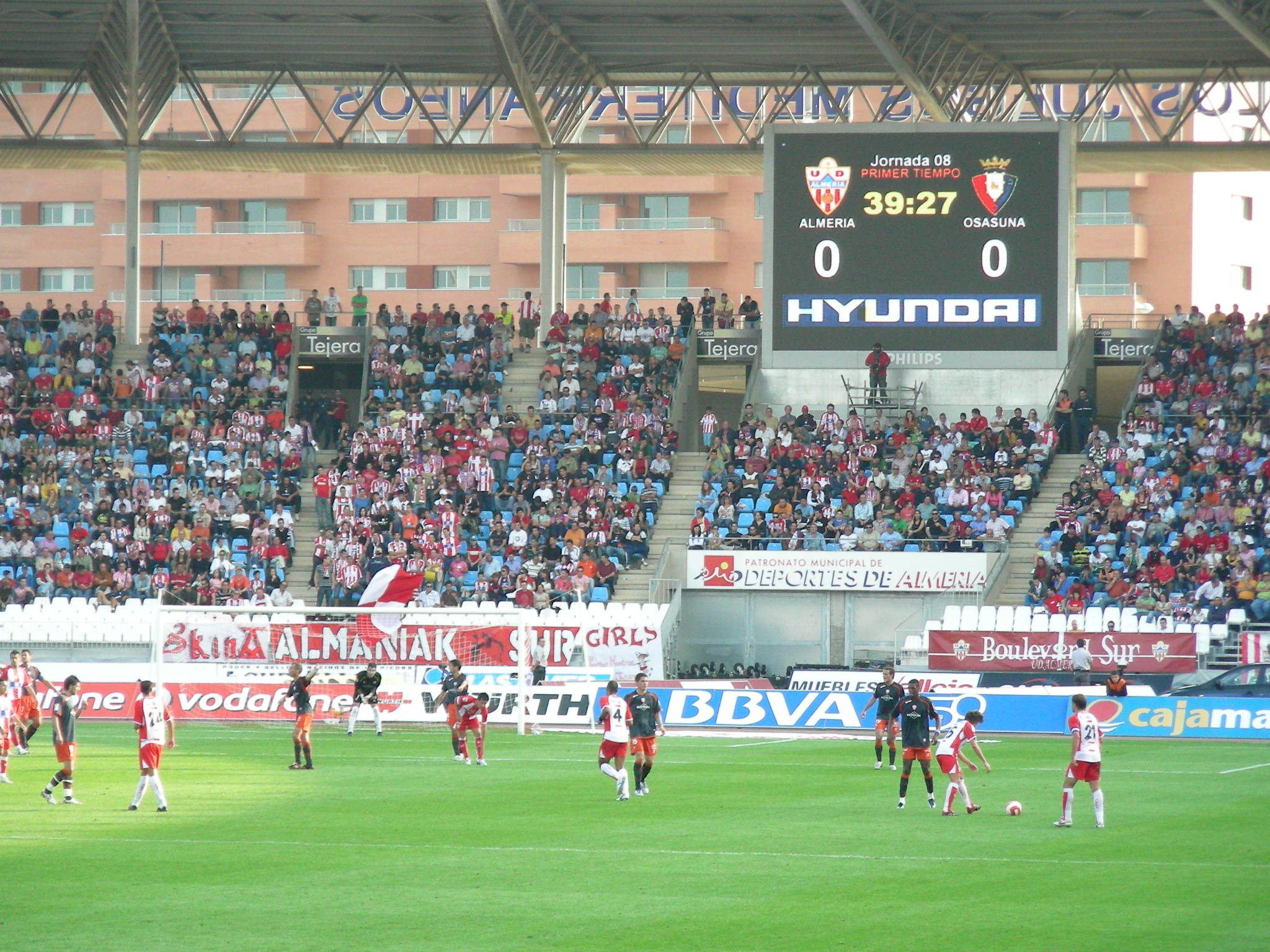
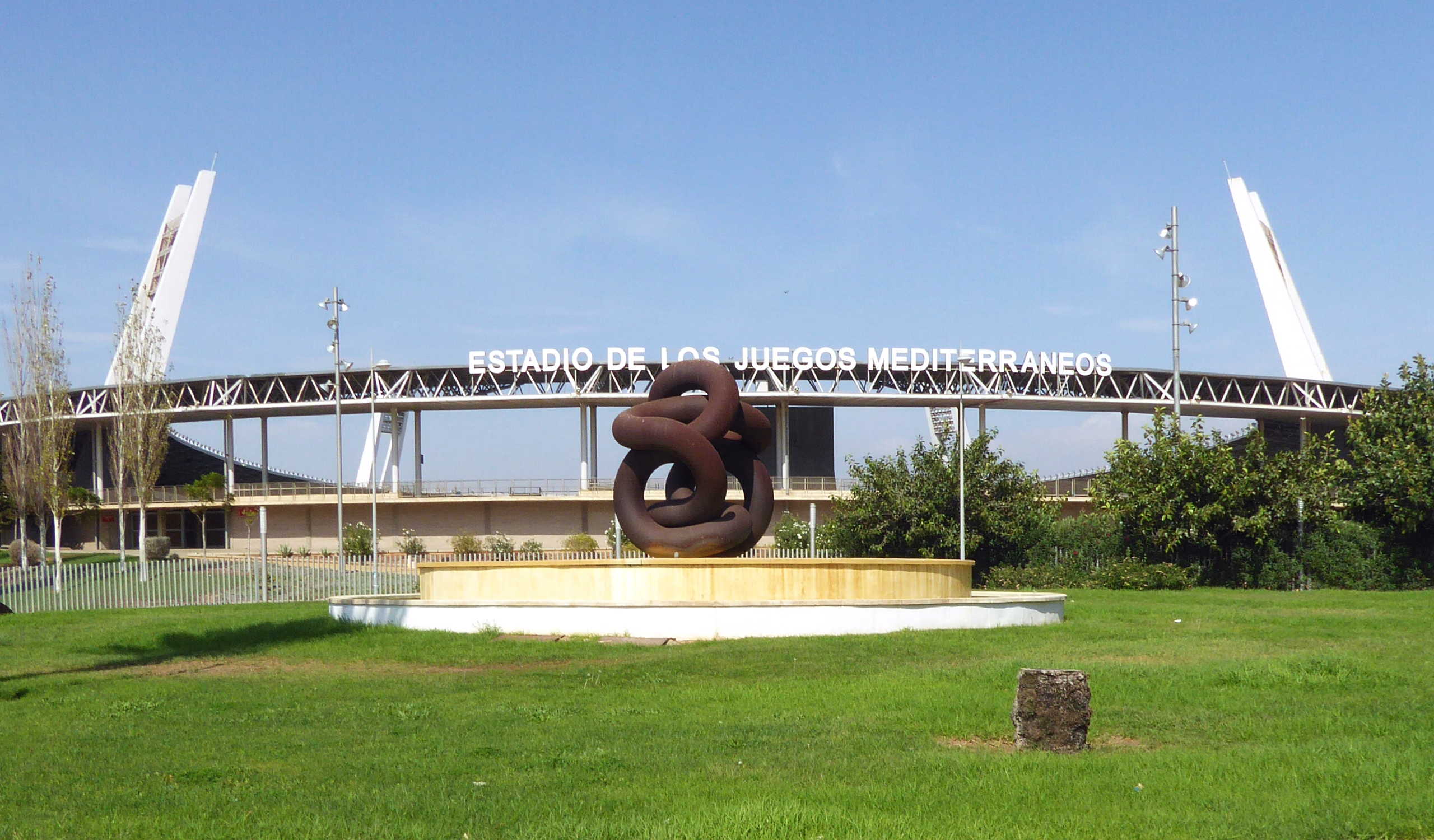
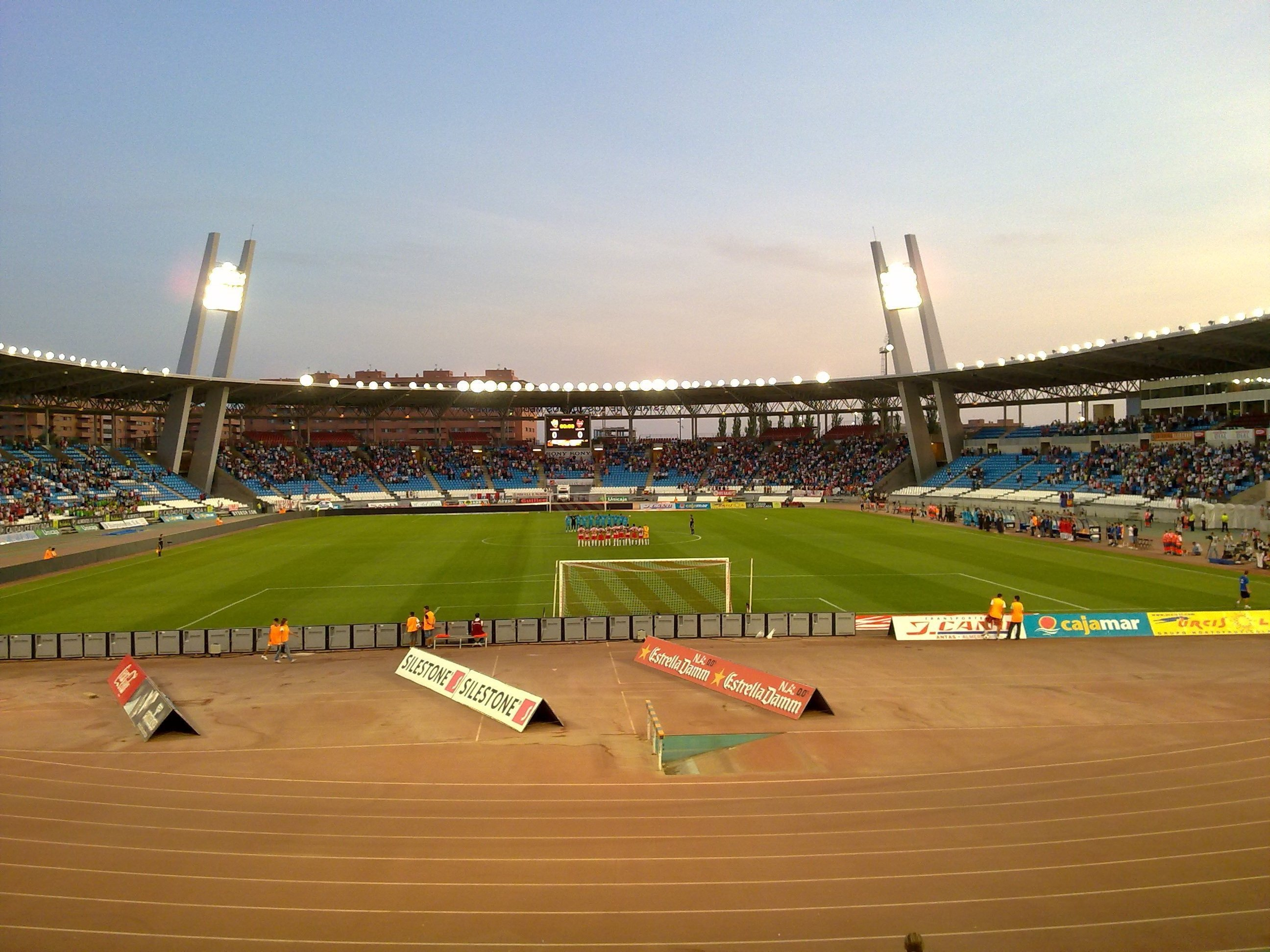
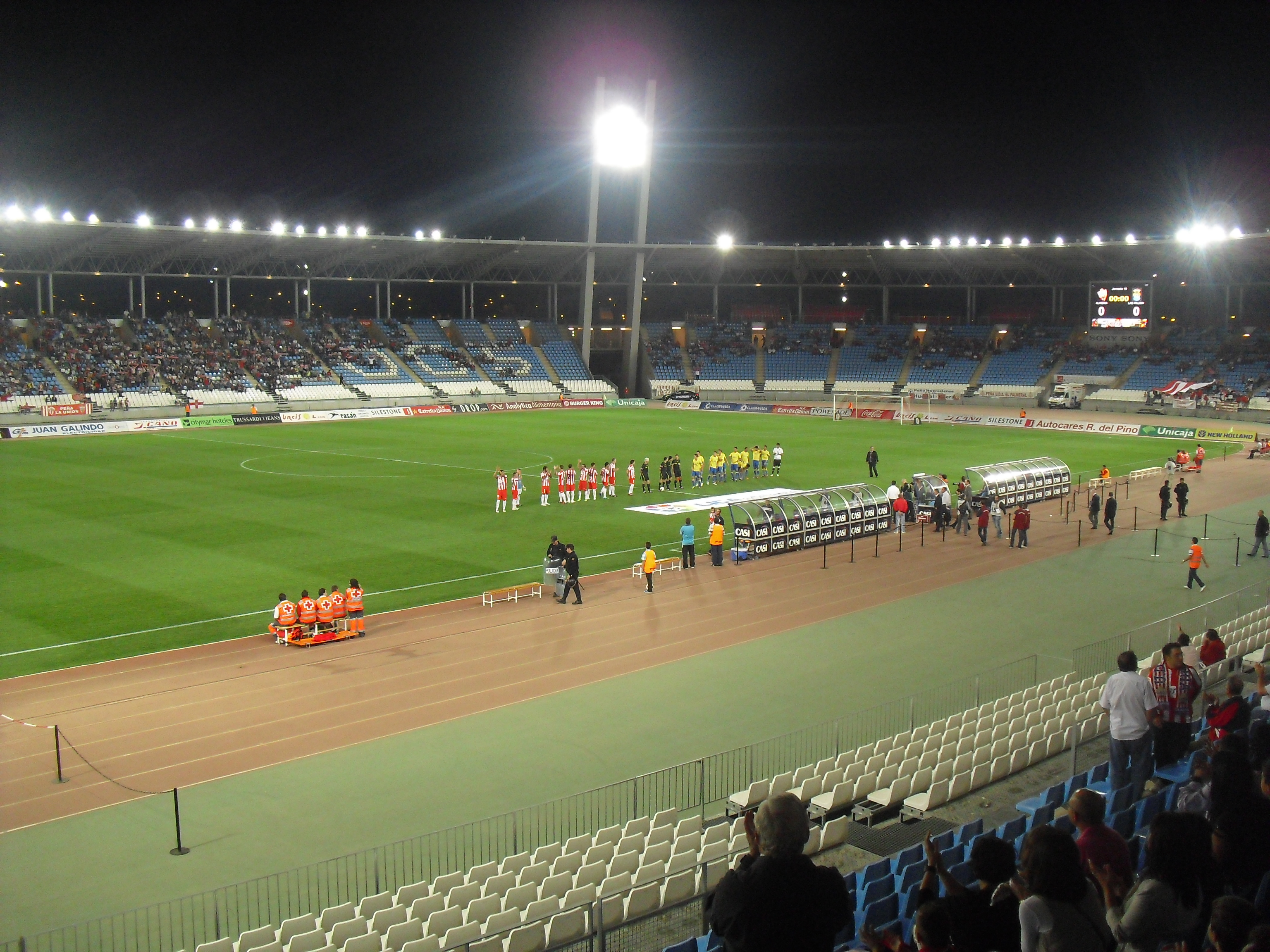
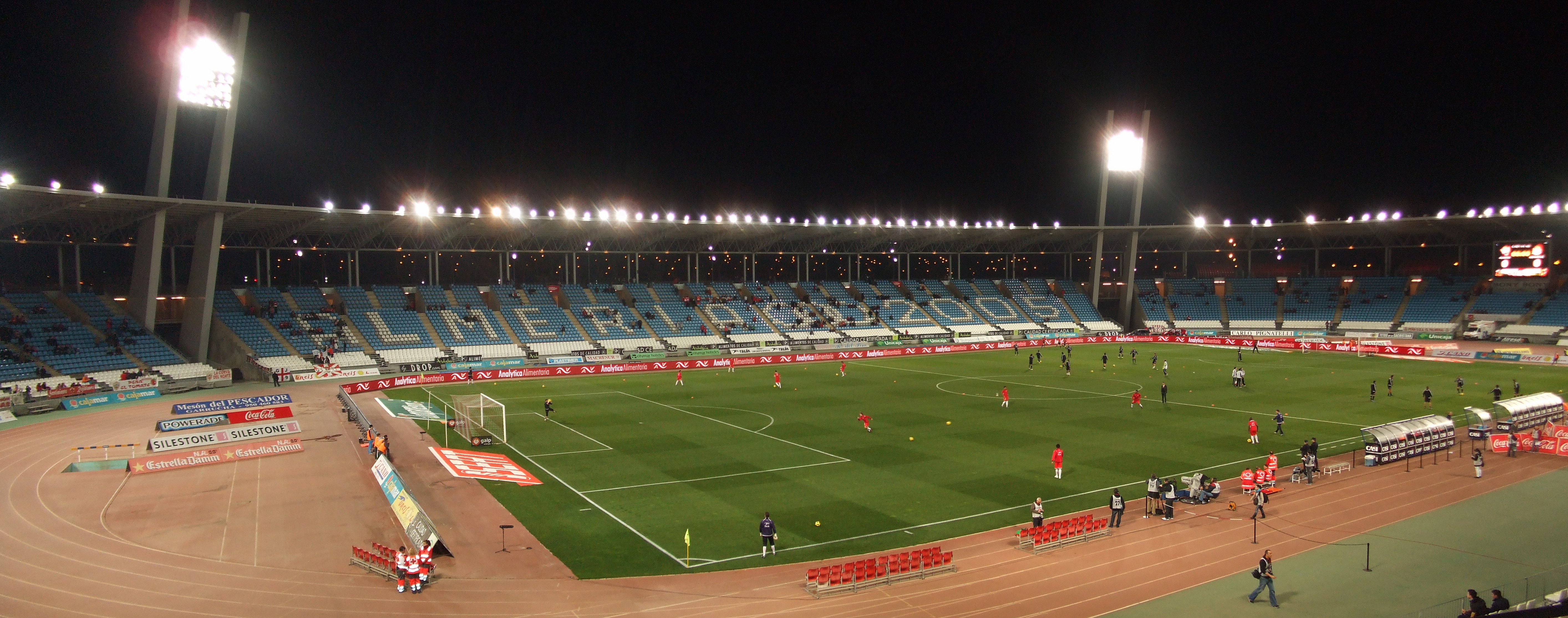
مشهد بانورامي من الملعب